# Sugarlandský expres
Sugarlandský expres je celovečerní debut amerického režiséra Stevena Spielberga. Vypráví o mladém páru zlodějů (Goldie Hawn a Ben Johnson), kteří bojují proti umístění svého syna do náhradní rodiny. Cílem divoké roadmovie napříč Texasem je únos vlastního dítěte.